# Station Cierpice
Station Cierpice is een spoorwegstation in de Poolse plaats Cierpice.